# Гюглинген
Гюглинген (нем. Güglingen, алем. нем. Güglinge) — город в Германии, в земле Баден-Вюртемберг.
Подчинён административному округу Штутгарт. Входит в состав района Хайльбронн. Подчиняется управлению «Оберес Цабергой». Гюглинген расположен в 35 км. северо-западнее Штутгарта. Население составляет 6132 человека (на 31 декабря 2010 года). Плотность населения 376,9 /км². Занимает площадь 16,26 км². Официальный код — 08 1 25 038.
Город подразделяется на 2 городских района.

### Климат
Морской климат (Классификация климатов Кёппена: Cfb)

### История
Первые оседлые поселения в районе Гюглингена появились еще во времена Кельтов и Римской империи. В 2002 году на землях города было раскопано святилище Митры, что позволило сделать предположение, что здесь когда-то существовало римское поселение площадью до 10 гектар.
Поселение Гюглинген, вероятно, было основано в IV—V вв н. э.. Первое письменное упоминание города есть в одной из грамот Фридриха Барбаросса, которое было издано в 1188 году. Поселение получило статус города в 1295 году. В начале XIV в. город стал частью земли Вюртемберг. Во время Крестьянской Войны город был центром восстания в долине Цабергой. 
Несколько пожаров 1850 года сильно разрушили город. После Второй Мировой Войны Гюглинген постепенно развился до торгово-индустриального городка.

## Галерея

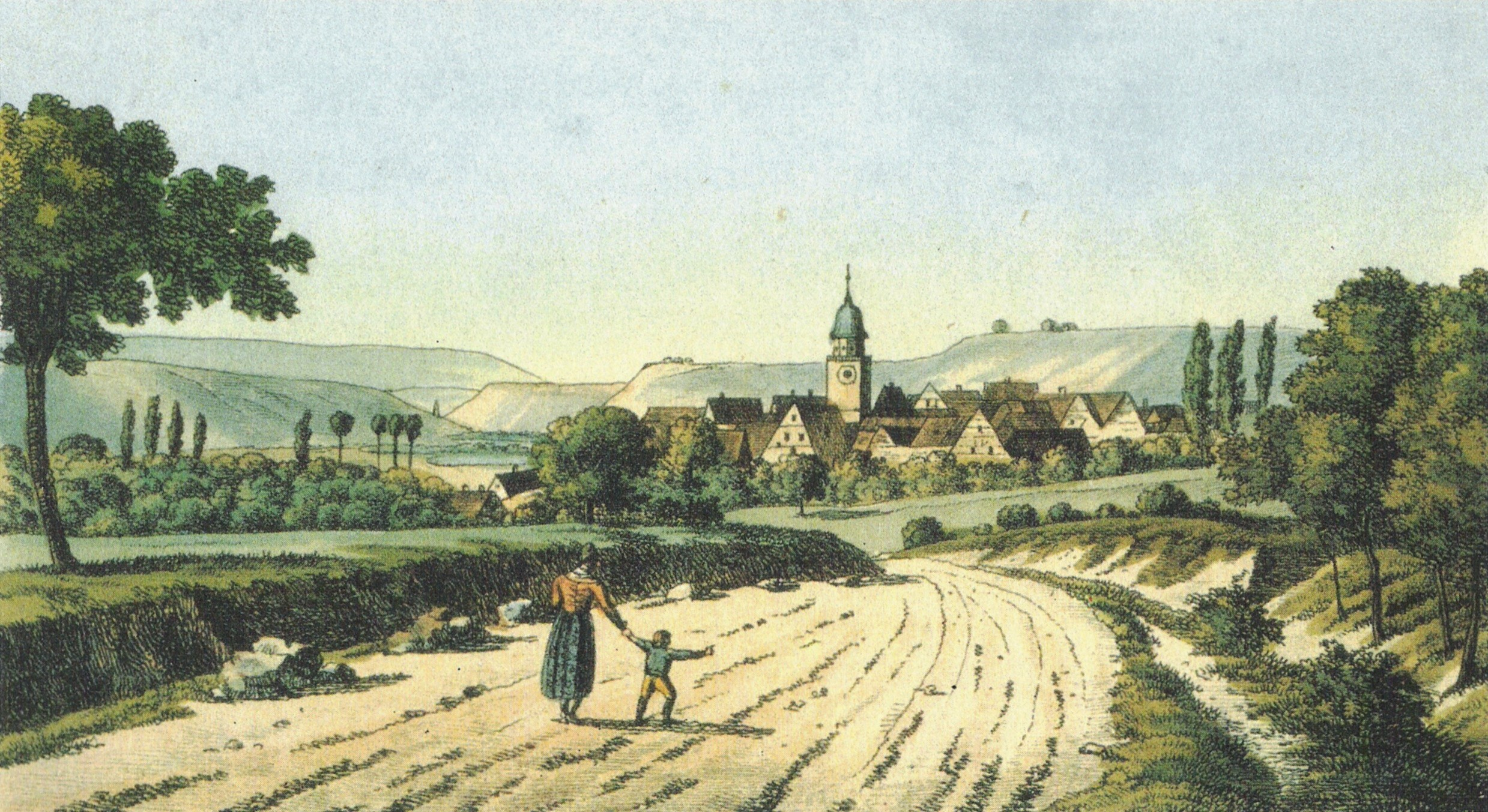
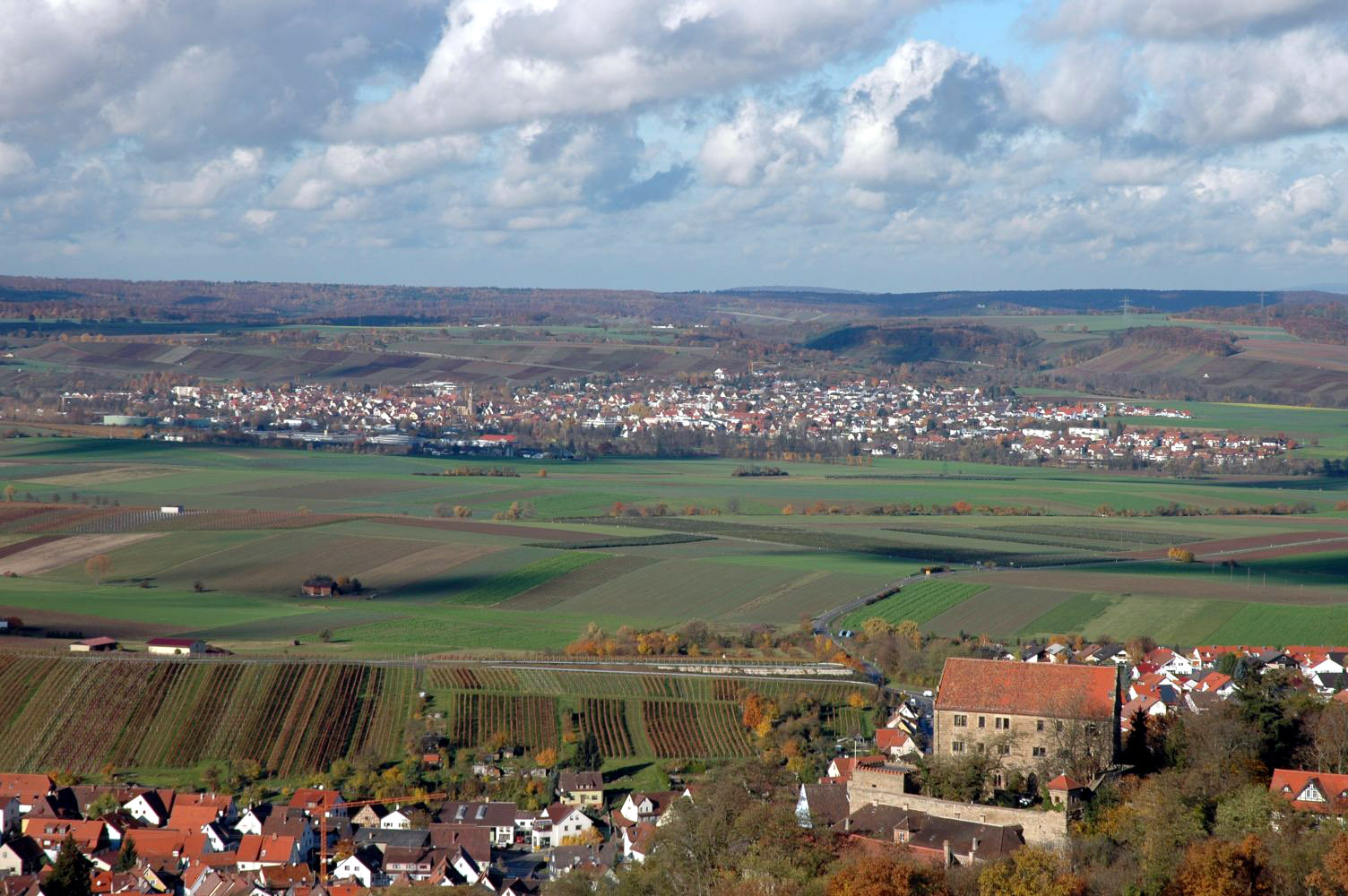
Замок
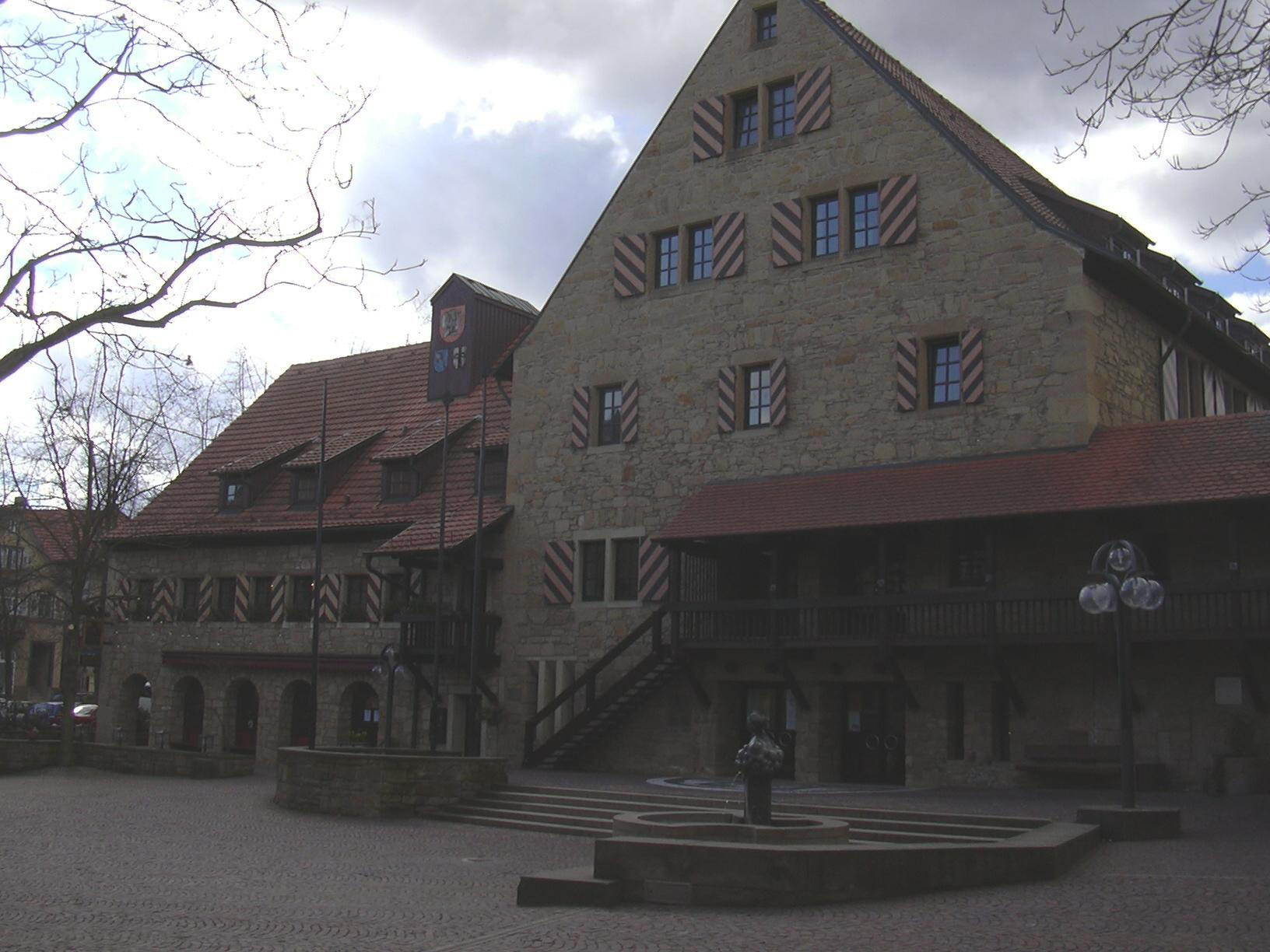
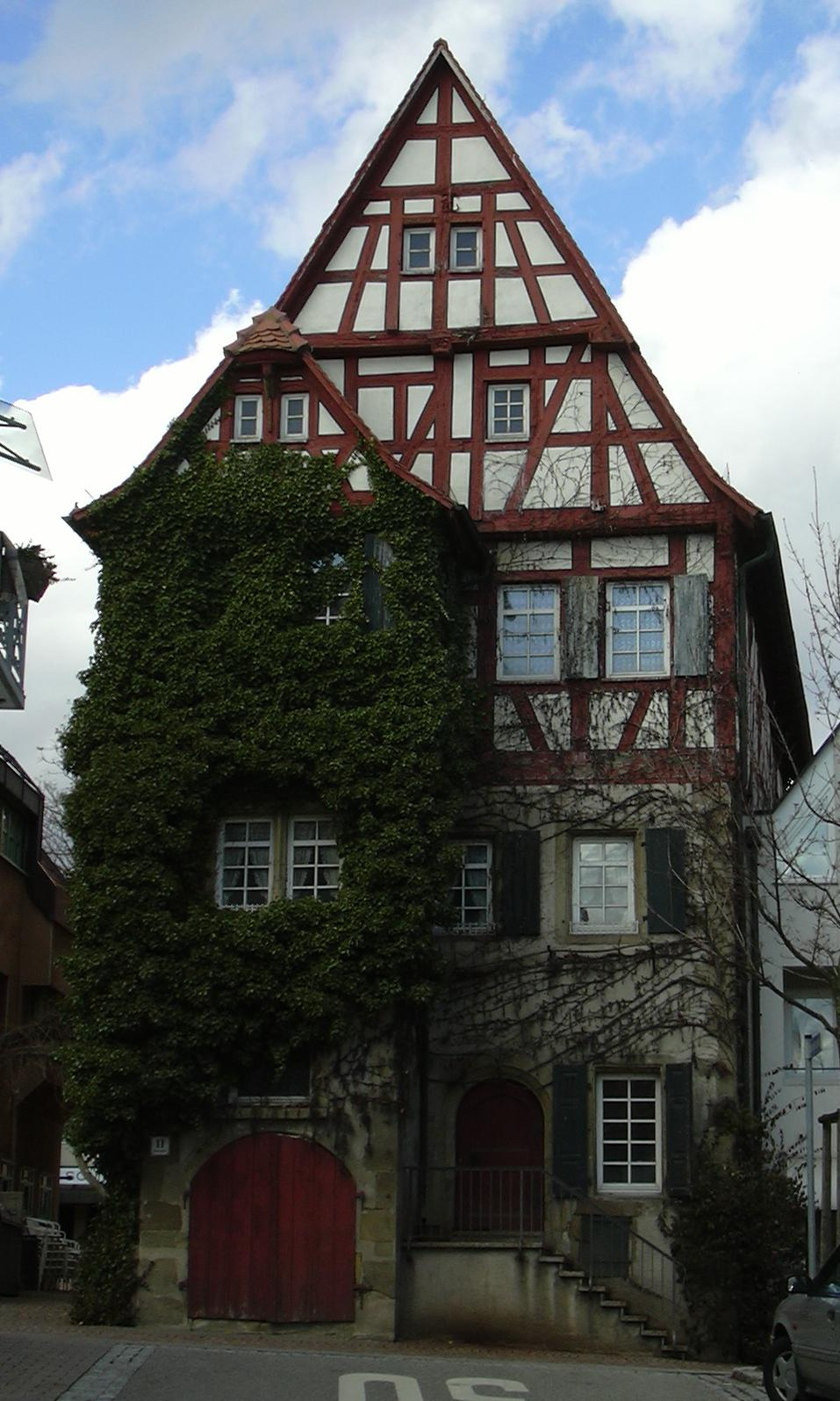